# 카보베르데형 허리케인
카보베르데형 허리케인(Cape Verde-type hurricane)은 카보베르데 섬 주변에서 발생하는 허리케인을 가리키는 말이다. 1년에 약 2개의 카보베르데형 허리케인이 발생하며, 높은 수온의 영향으로 매우 강력한 허리케인으로 발달하는 편이다. 대서양에서 발생하는 오랜 기간 동안 활동한 허리케인들을 보면, 대다수가 카보베르데형 허리케인이다. 대부분의 카보베르데형 허리케인은 육지에 상륙하지 않고 북동진하나, 가끔씩 몇몇의 허리케인이 카리브해와 멕시코만 쪽으로 진행하여 미국, 멕시코, 버뮤다 등의 북아메리카 국가들에 큰 피해를 입히기도 한다.

## 발생
카보베르데형 허리케인은 주로 우기 때 아프리카 사바나 지역의 열대 파동(Tropical Wave)으로부터 발생한다. 이로부터 발생한 열대 요란(Tropical Disturbance)이 아프리카 대륙 서안(대서양)으로 빠져나오면, 열대 폭풍으로 발달한다. 주로 8월과 9월에 발생하나, 7월과 10월에도 발생하는 것을 볼 수 있다.

## 이동 경로

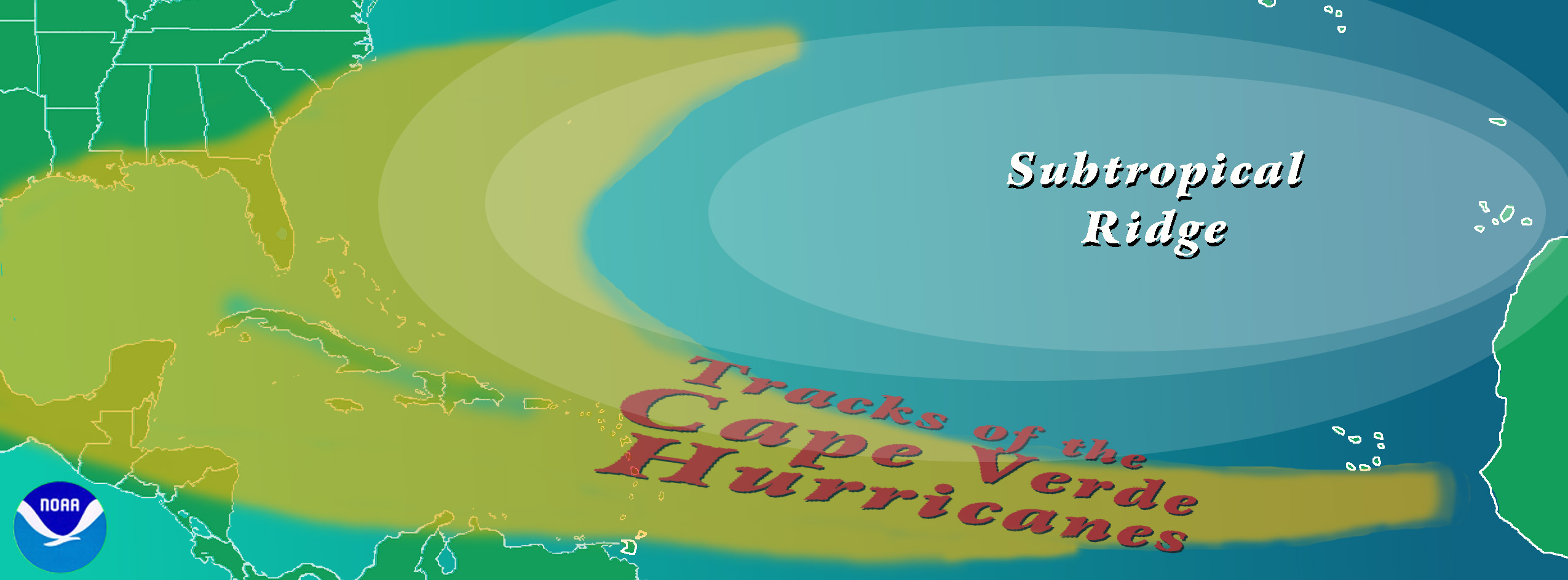
카보베르데형 허리케인의 평균적인 이동 경로 (노란색)

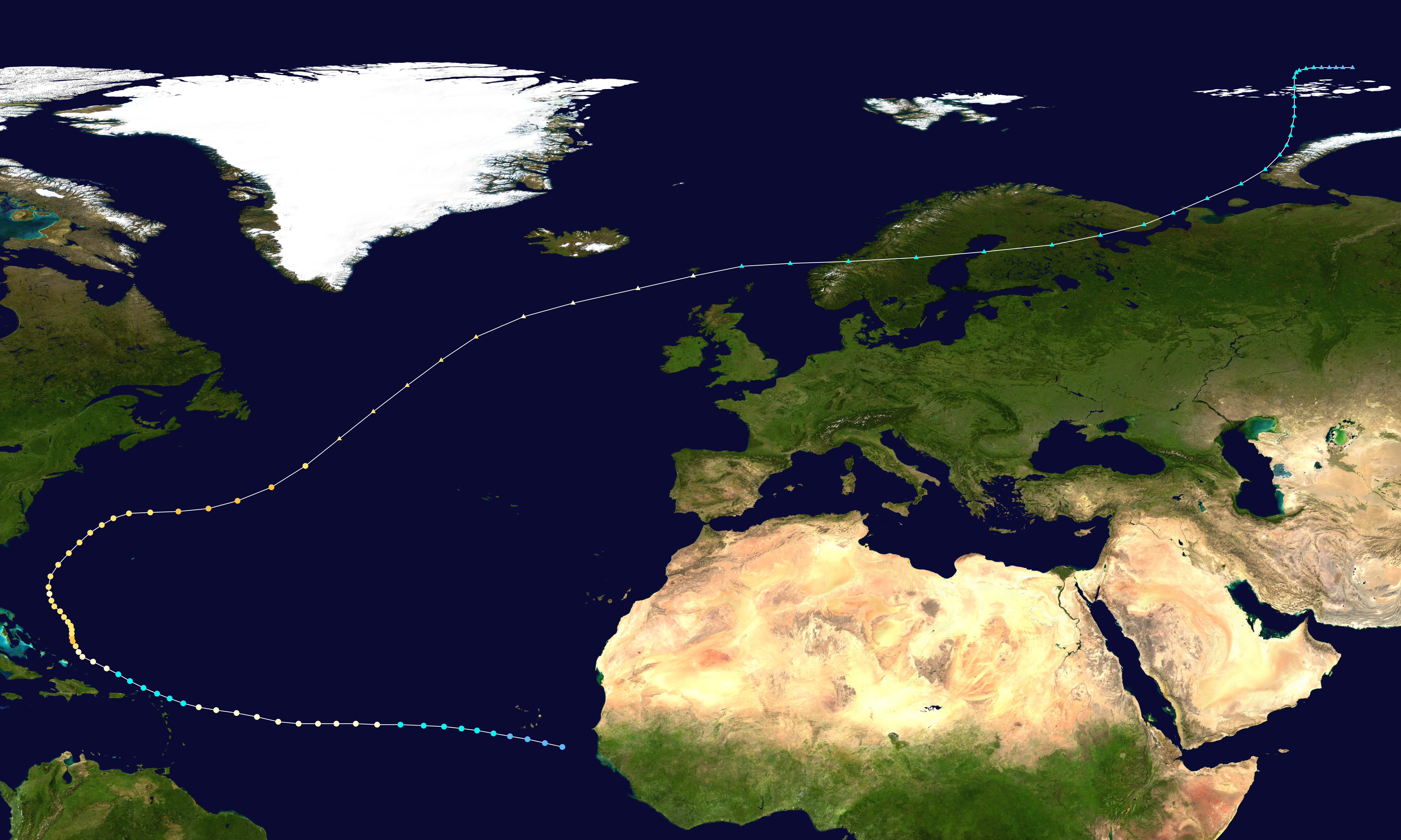
허리케인 페이스의 이동 경로

일반적으로 카보베르데형 허리케인은 카보베르데 섬 남쪽 해상에서 발생하여 대서양 중부에서 허리케인으로 발달한다. 하지만, 간혹 카보베르데 섬 근해나 카리브해에서 발달하는 허리케인도 있다.
카보베르데형 허리케인이 북아메리카에 접근하면 다음과 같은 경로로 진행한다.
- 계속 서쪽으로 진행하는 경우. 만약 진로가 남쪽으로 치우쳐 있다면, 윈드워드 제도를 거쳐 카리브 해로 진행할 수 있다. 이후 카리브 해에서 니카라과, 온두라스, 벨리즈 쪽으로 계속 서진한다.[2]
- 만약 진로가 약간 북쪽으로 치우쳐 있다면, 리워드 제도를 거쳐 대앤틸리스 제도에 상륙할 수 있다. 약간 더 북쪽으로 치우쳐 있다면, 바하마를 거쳐 미국 플로리다주에 상륙할 수 있다.[2]
- 이보다 더욱더 북쪽에 치우쳐 있을 때, 허리케인의 진로가 늦여름에 대서양 동부에서 발생하는 고기압의 영향을 받기 시작한다. 이 영향으로 허리케인이 앤틸리스 제도 북쪽을 지나면서 진로가 점점 북쪽으로 꺾이기 시작한다. 그 결과, 허리케인이 미국 노스캐롤라이나주나 사우스캐롤라이나주에 상륙하기도 한다. 만약 위와 같은 영향을 강하게 받는다면, 진로가 바다 쪽으로 심하게 꺾여 온대저기압으로 변질되기도 한다. 때때로 허리케인이 이같은 진로를 타게 되면, 북진 속도가 빨라져 미국 뉴잉글랜드 지방에 상륙할 수 있다.[2]
- 아열대고기압이 제자리에 있지 않을 경우 뒤로 휘는 모양으로 허리케인이 이상 진로를 보인다. 이 영향으로 허리케인이 상륙하지 않을 수 있다.[2]

카보베르데형 허리케인은 거의 서진하는 진로를 그리기 때문에, 육상에 상륙하거나 수온이 낮은 해상으로 이동하여 허리케인이 빠르게 약화되는 것을 막을 수 있게 되었다. 이 때문에 다수의 카보베르데형 허리케인들이 오랜 기간 동안 활동하게 되며, 그 예로는 1966년에 발생했던 허리케인 페이스를 들 수 있다. 허리케인 페이스는 대서양에서 발생한 허리케인 중에 3번째로 가장 오래 활동한 허리케인으로 기록되었다.(활동일수: 16일)

## 같이 보기
- 허리케인
- 허리케인 딘 - 2007년에 발생한 카보베르데형 허리케인 중에 하나.